# Daniela Alberghini
Daniela Alberghini (chiamata Bella Goth nella versione originale e Daniela Bianco nella versione italiana di The Sims 3) è un personaggio della serie The Sims. È apparsa in quasi tutti i giochi della serie, sin dalla sua prima apparizione nel primo capitolo di The Sims. È sposata con Mortimer Goth e ha due figli, Cassandra e Alexander Goth.
È conosciuta soprattutto per il mistero sulla sua scomparsa durante The Sims 2, una storia continuata per poi tutto il resto della serie.
È un personaggio generalmente popolare, considerato un'icona e volto della serie. La sua scomparsa è stata oggetto di particolare dibattito sia da parte dei critici che dei fan, che hanno formato ipotesi su vari dettagli, come il suo rapimento e la natura del suo personaggio in The Sims 2.

## Storia e comparse nella serie
Bella Goth è apparsa originariamente nel primo gioco The Sims. È sposata con un uomo di nome Mortimer Goth e hanno una figlia, Cassandra Goth. La famiglia Goth appare anche in The Sims 2, aggiungendo un nuovo membro alla famiglia, Alexander Goth; tuttavia, prima degli eventi del gioco, Bella è stata rapita dagli alieni ed è scomparsa. Nella versione per PlayStation Portable, vive nella piccola città del deserto chiamata Strangetown, ma ha anche un'altra apparizione distinta in una città chiamata Pleasantview.
Secondo molte teorie, una della due Bella di questa versione non è nient'altro che un clone della Bella originale, creata dopo il rapimento e abbandonata senza nessun ricordo o legame alla Bella originale. Queste teorie sono state però smentite da Maxis, lo sviluppatore della serie, che pubblicò anche un' "intervista" con Bella in cui anche lei nega l'esistenza di un suo clone.
The Sims 3, ambientato venticinque anni prima di The Sims e cinquanta prima di The Sims 2, mostra Bella da bambina; tuttavia, su un altro pianeta chiamato Lunar Lakes, è possibile trovare una lapide con il nome di Bella, che è un'altra versione di Bella di The Sims 2, morta di vecchiaia. La sua forma di fantasma appare spesso. In seguito, The Sims 4 (che è ambientato in una realtà alternativa diversa da quella dei giochi precedenti) raffigura Bella come una giovane adulta.